# كنيسة السيدة العذراء (رباح)
كنيسة السيدة العذراء إحدى كنائس قرية رباح، يعود تاريخ بناء الكنيسة إلى العام 1830 م 
ويوجد بجوار هذه الكنيسة كنيستان جديدتان هما كنيسة «السيدة العذراء الجديدة» للروم الأرثوذكس
وكنيسة «تيريزا» للروم الكاثوليك في القرية

## التصميم والهيكل الداخلي
تأخذ الكنيسة شكل القبو وهي مبنية من الحجر الأزرق وتبلغ مساحة الكنيسة 13-14م طولاً و7-8م عرضاً، وتبلغ سماكة جدران الكنيسة حوالي 190سم وأرضية الكنيسة مرصوفة بالحجرالأزرق.
تتسع الكنيسة لحوالي 300 مصلٍّ ويستخدم هذا المبنى للصلاة في فصل الشتاء كونها أكثر دفئا، بينما تستخدم الكنيسة الجديدة صيفا.
القسم الأمامي في الكنيسة مخصص للرجال والقسم الخلفي للنساء بيد أنه لا يوجد فاصل بين القسمين.
اما القسم الداخلي فيعرف بـ«الهيكل» وهو مخصص لرجل الدين ويحتوي داخله على المذبح حيث تقدم القرابين،
ويفصل «الهيكل» عن قسم الجلوس جدار خشبي يسمى «أيقون إستارس» يضم مجموعة
من الأيقونات المقدسة التي تمثل السيد المسيح، السيدة العذراء، يوحنا المعمدان وغيرهم من القديسين في الديانة المسيحية.
ويوجد داخل الكنيسة جرن من الرخام الأبيض يبلغ طوله 150 سم وعرضه 150سم ويستخدم للتعميد.